# Richard W. Mies

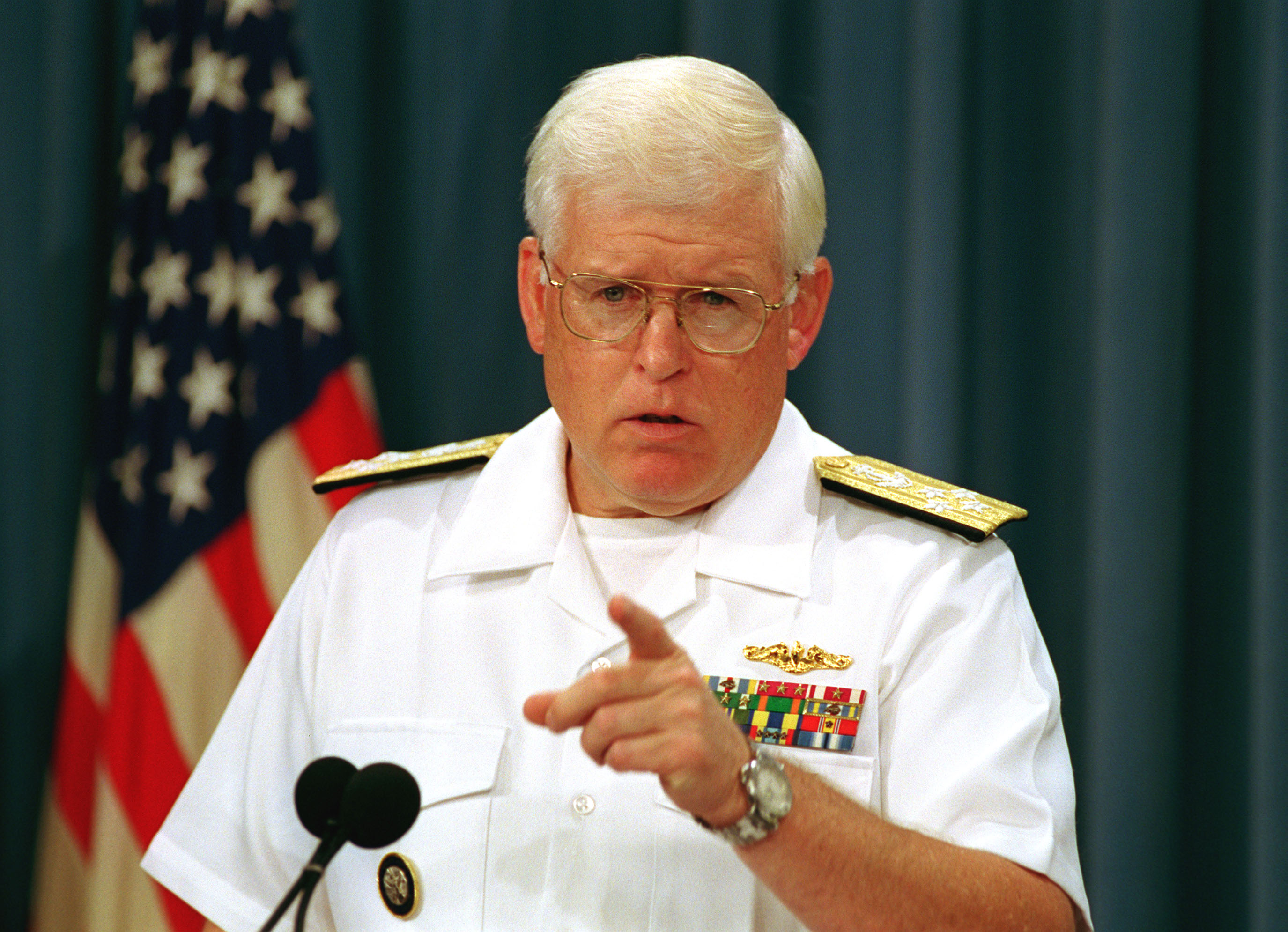
Richard W. Mies

 Richard Willard Mies (* 30. Mai 1944 in Chicago, Illinois) ist ein pensionierter Admiral der United States Navy. Er war unter anderem Kommandeur des United States Strategic Command (USSTRATCOM).

## Leben
Er besuchte die öffentlichen Schulen seiner Heimat und studierte dann an der Ohio State University. Dort war er in deren Footballmannschaft aktiv. Noch erfolgreicher war er während seiner Studienzeit und dann auch während seines Studiums an der Navy Academy als Ringer, was ihm später einen Eintrag bei der National Wrestling Hall einbrachte.
Im Jahr 1967 absolvierte er die United States Naval Academy in Annapolis in Maryland. In der US-Marine durchlief er anschließend alle Offiziersränge bis zum Admiral. Zu seinen weiteren Ausbildungen zählte ein Studium an der University of Oxford in England und eine spezielle Ausbildung zum U-Boot-Offizier. Zudem wurde er zum Flugbeobachter (naval aviation observer) ausgebildet.
In der Marine war er dann hauptsächlich bei U-Boot-Einheiten, aber auch als Flugbeobachter tätig. Er diente in verschiedenen U-Booten und stieg im Verlauf der Jahre bis zum Kommandeur des atombetriebenen U-Boots USS Sea Devil (SSN-664) auf. Später kommandierte er die U-Boot-Einheit Submarine Development Squadron 12, die zur Zweiten Flotte gehörte und im atlantischen Bereich tätig war. Danach kommandierte er die Submarine Group Eight, die ebenfalls der atlantischen Flotte unterstand.
Am 26. Juni 1998 erhielt Richard Mies auf der Offutt Air Force Base in Nebraska als Nachfolger von Eugene E. Habiger das Kommando über das United States Strategic Command (USSTRATCOM). Es ist verantwortlich für die Führung, Ausbildung, Ausrüstung, Verwaltung und Planung sämtlicher Atomstreitkräfte aller Teilstreitkräfte der Vereinigten Staaten. Dieses Amt übte er bis zum 30. November 2001 aus, als James O. Ellis Jr. seine Nachfolge antrat. Wenig später schied er aus dem aktiven Militärdienst aus.
Nach seiner Pensionierung war Mies in verschiedenen Organisationen tätig. Zwischen 2002 und 2007 gehörte er als senior vice president dem Vorstand der Science Applications International Corporation an. Danach war er bis zum Jahr 2010 Vorsitzender des Beratungsausschusses des Verteidigungsministeriums in Abrüstungsfragen (chairman of the Department of Defense Threat Reduction Advisory Committee). Zwischen 2003 und 2011 war er zudem Vorsitzender des Navy Mutual Aid Association Boards. Danach wurde er Vorsitzender einer zivilen Beratergruppe des U.S. Strategic Commands und Vorsitzender der U-Bootveteranenorganisation (Naval Submarine League). Dazu kommen einige andere ähnliche Aufgaben, die er seit seiner Pensionierung ausübte.

## Orden und Auszeichnungen
Richard Mies erhielt im Lauf seiner militärischen Laufbahn unter anderem folgende Auszeichnungen:
- Defense Distinguished Service Medal
- Navy Distinguished Service Medal
- Defense Superior Service Medal
- National Intelligence Distinguished Service Medal
- Navy & Marine Corps Commendation Medal
- Navy Achievement Medal